# (1657) Roemera
(1657) Roemera is een kleine planetoïde, die op 6 maart 1961 werd ontdekt door de Zwitserse astronoom Paul Wild. (1657) Roemera behoort tot de planetoïdengordel tussen Mars en Jupiter en behaalt een orbitale snelheid van 19,43224181 km/s.
Dit hemellichaam werd vernoemd naar de Amerikaanse astronoom Elizabeth Roemer.